# XPs (Inschrift)
XPs ist die Abkürzung einer Inschrift von Xerxes I. (X). Sie wurde in Persepolis (P) entdeckt und von der Wissenschaft mit einem Index (s) versehen. Die Inschrift liegt fragmentarisch in altpersischer, elamischer und babylonischer Sprache vor.

## Inhalt
„… König auf dieser Erde …“

## Beschreibung
Das Fragment mit der Inschrift XPs ist aus Stein und stammt von einer Säulenbasis mit einem Durchmesser von 680±20 mm und einer Höhe von 125 mm. Das Fragment wurde während den Expeditionen von Ernst Herzfeld im Bereich der Frataraka-Ruinen nordwestlich von Persepolis aus post-achämenidischer Zeit gefunden. Das Fragment befindet sich im Museum des Institute for the Study of Ancient Cultures, West Asia & North Africa (ISAC) (bis 2023 Oriental Institute der University of Chicago) und trägt die Inventarnummer A19234. Mit dem ersten Teil der archäologischen Objektbezeichnung PF 9 ist das Funddatum auf 1932 festgelegt. Obwohl der ursprüngliche Text wahrscheinlich identisch mit demjenigen von XPj gewesen ist, wird die Inschrift wegen des abweichenden Fundortes als eigenständig betrachtet und hat eine eigene Bezeichnung erhalten.